# Музей Редпат
Музей Редпат (фр. Musée Redpath, англ. Redpath Museum) — музей, який є частиною факультету природничих наук при університеті Макгілла у Монреалі (Квебек, Канада). Є центром навчання і досліджень з історії і різноманіття життя.
Музей містить і представляє на показ великі колекції стародавніх і сучасних організмів, мінерали й етнологічні артефакти.

## Фототека

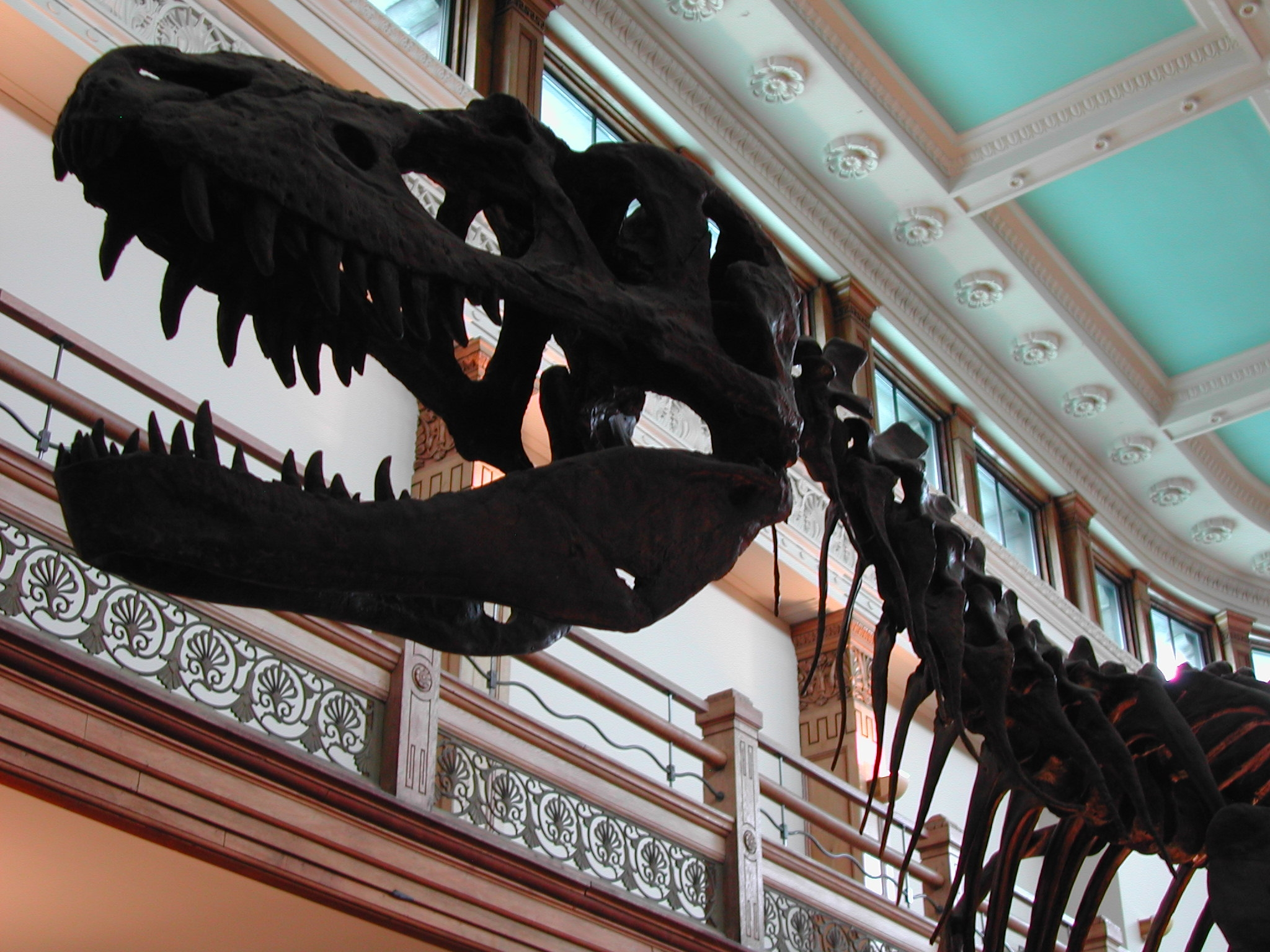
Signature dinosaur skeleton within the Redpath Museum, set against interior Beaux Art decorations
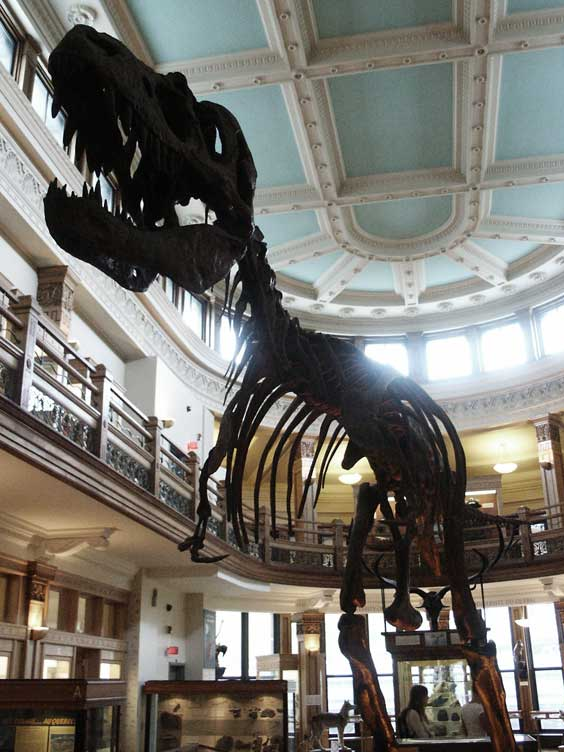
View of the Gorgosaurus in the central evolution exhibit atrium
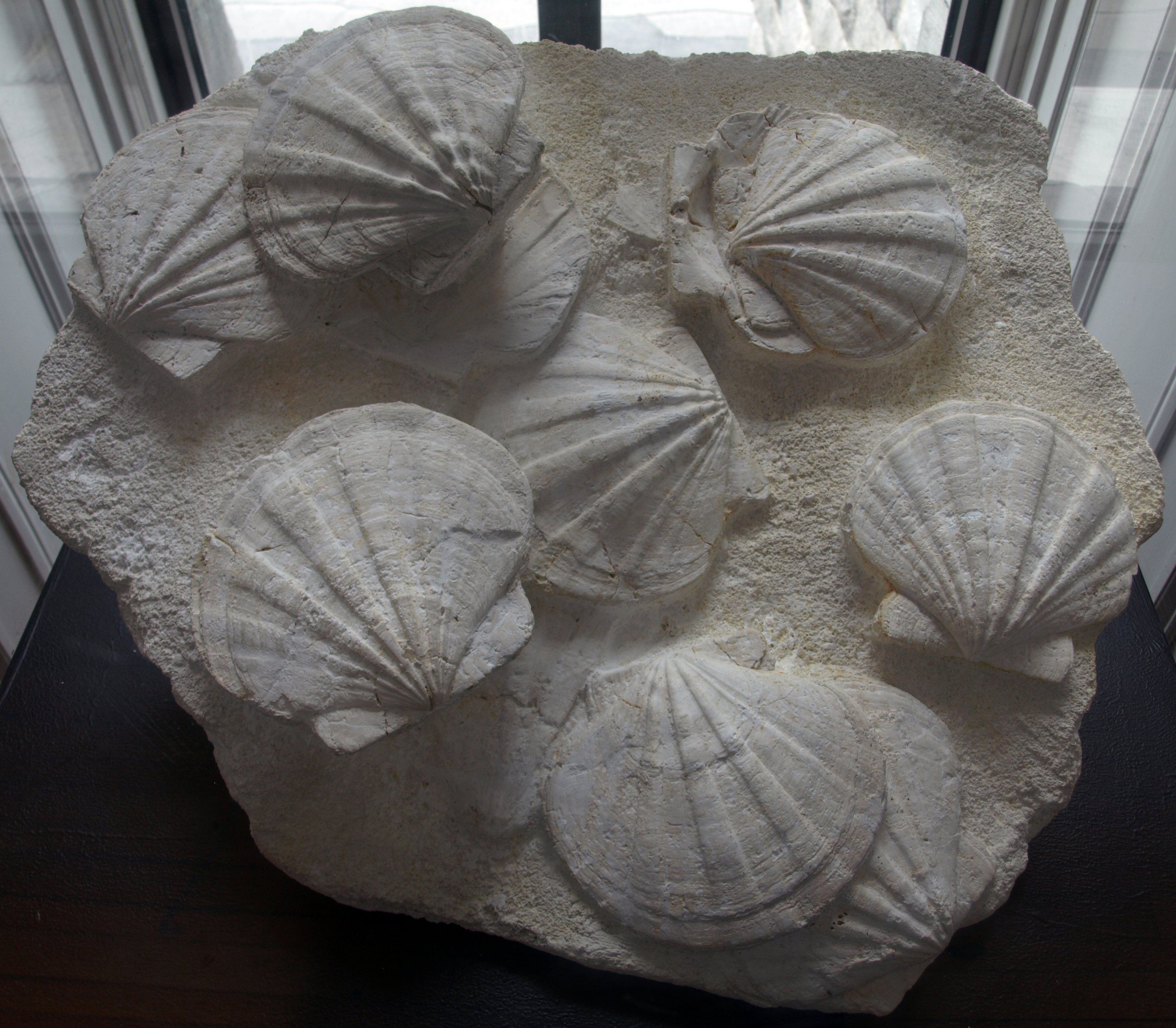
Зібрання музею Редпат– fossilized scallops
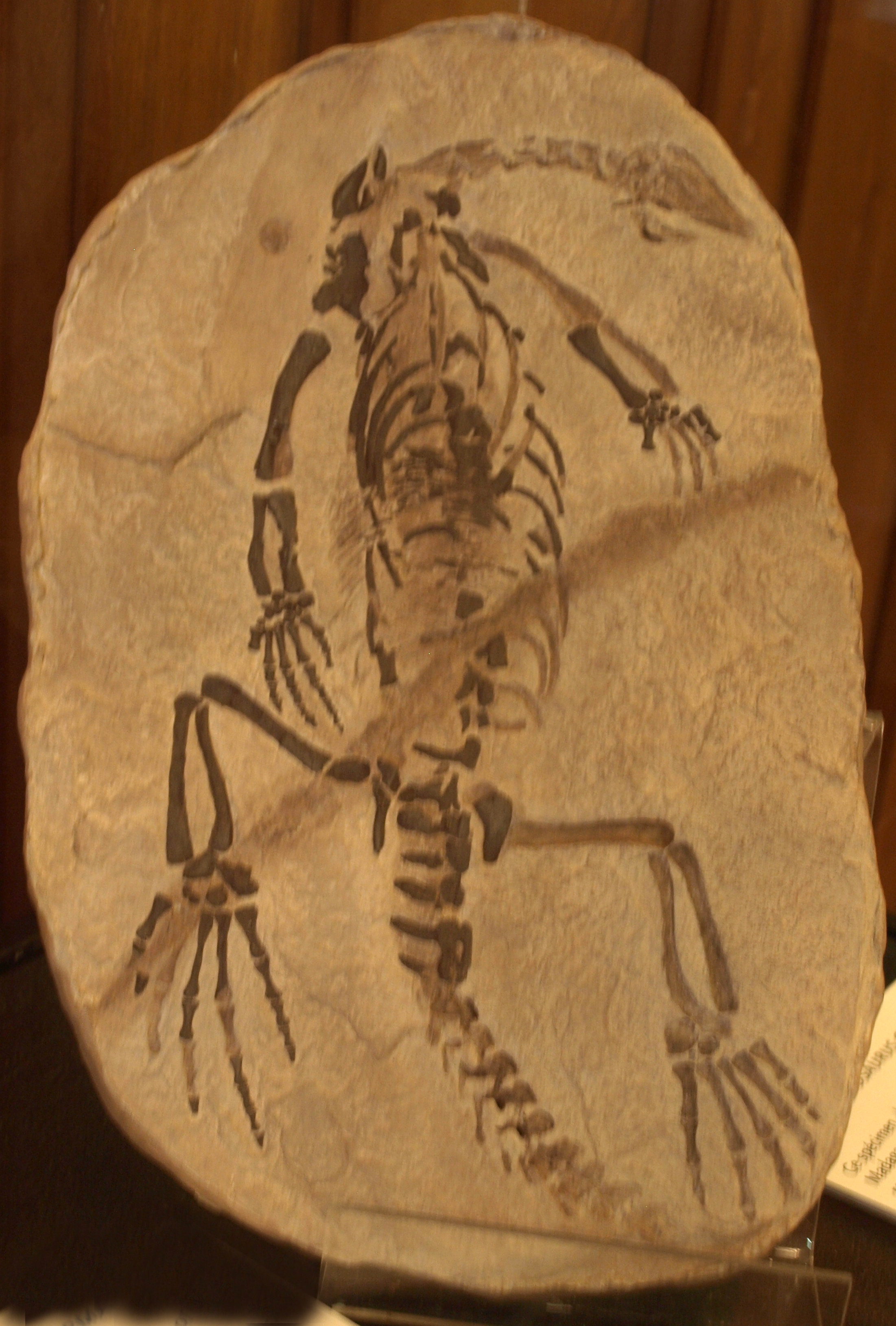
Зібрання музею Редпат– Claudiosaurus germaini
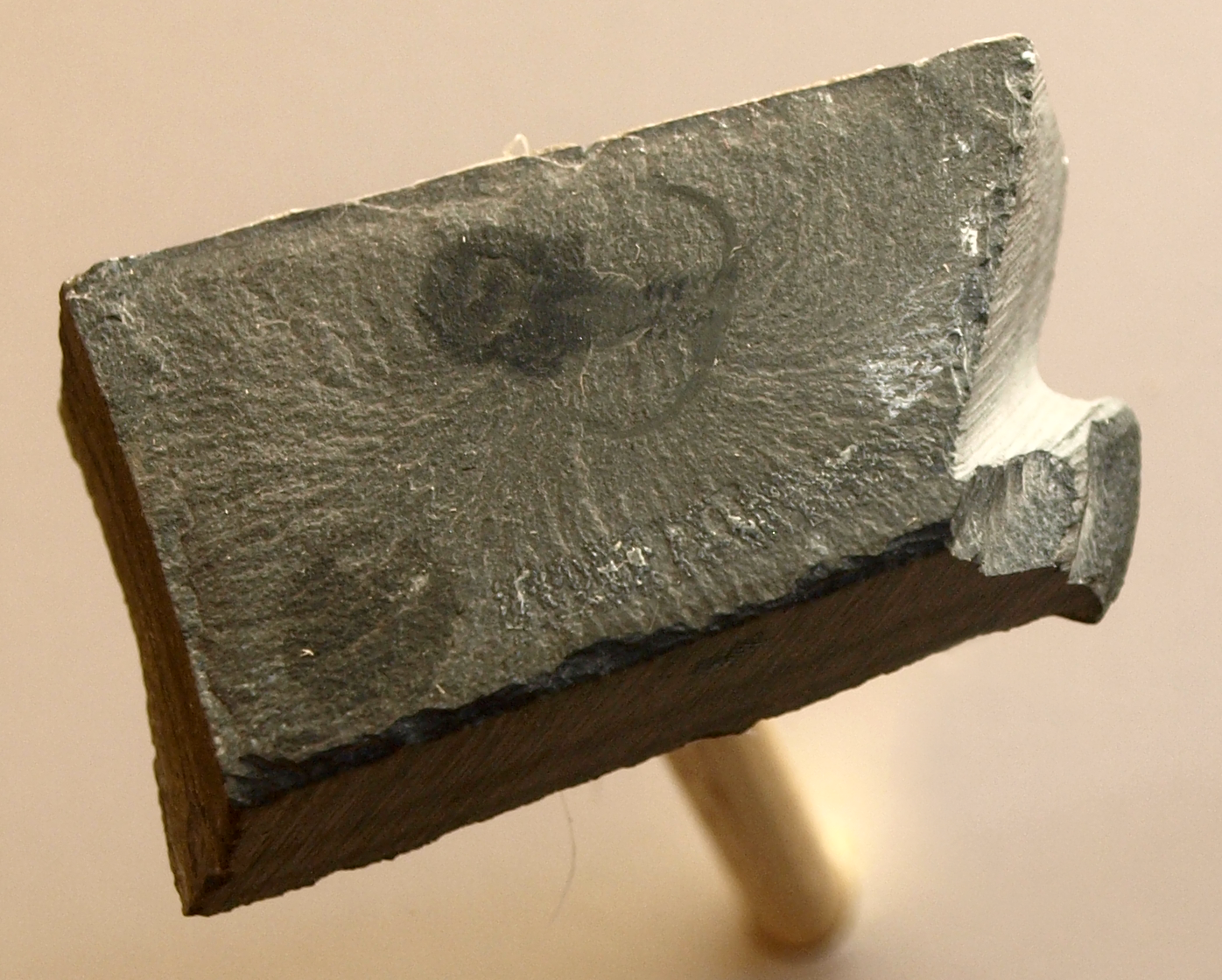
Зібрання музею Редпат– Marrella splendens
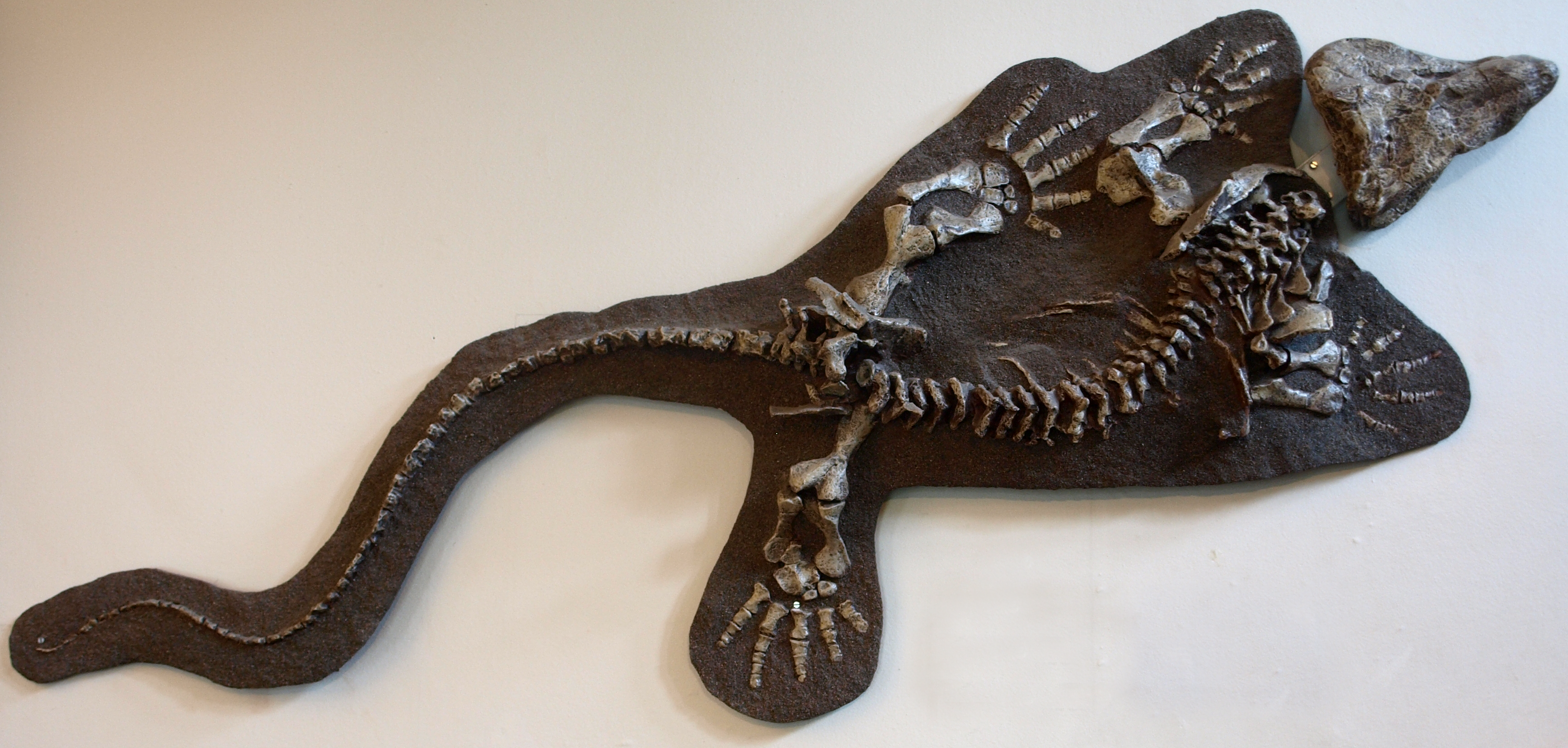
Зібрання музею Редпат– Limnoscelis
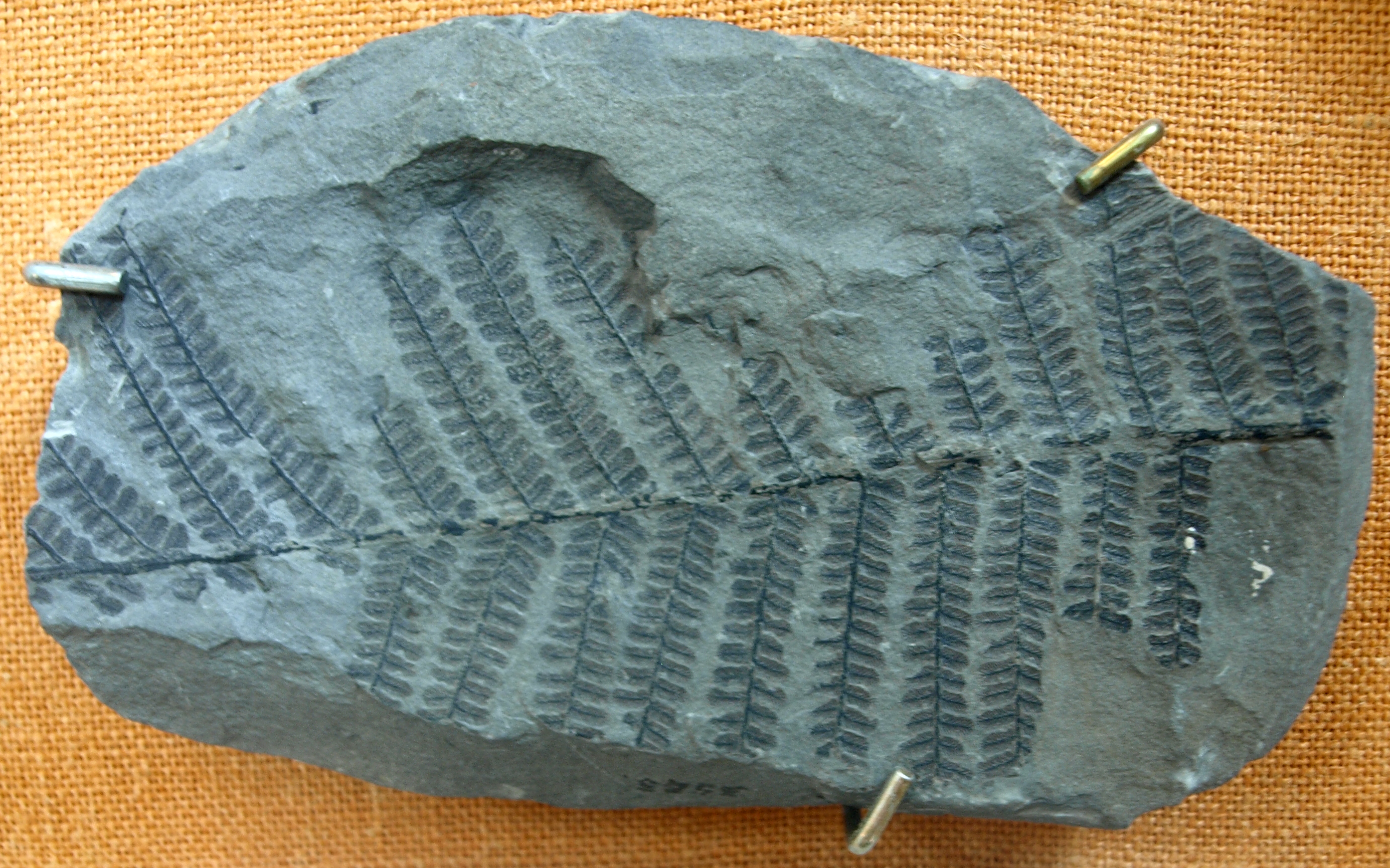
Зібрання музею Редпат– Pecopteris bucklandi
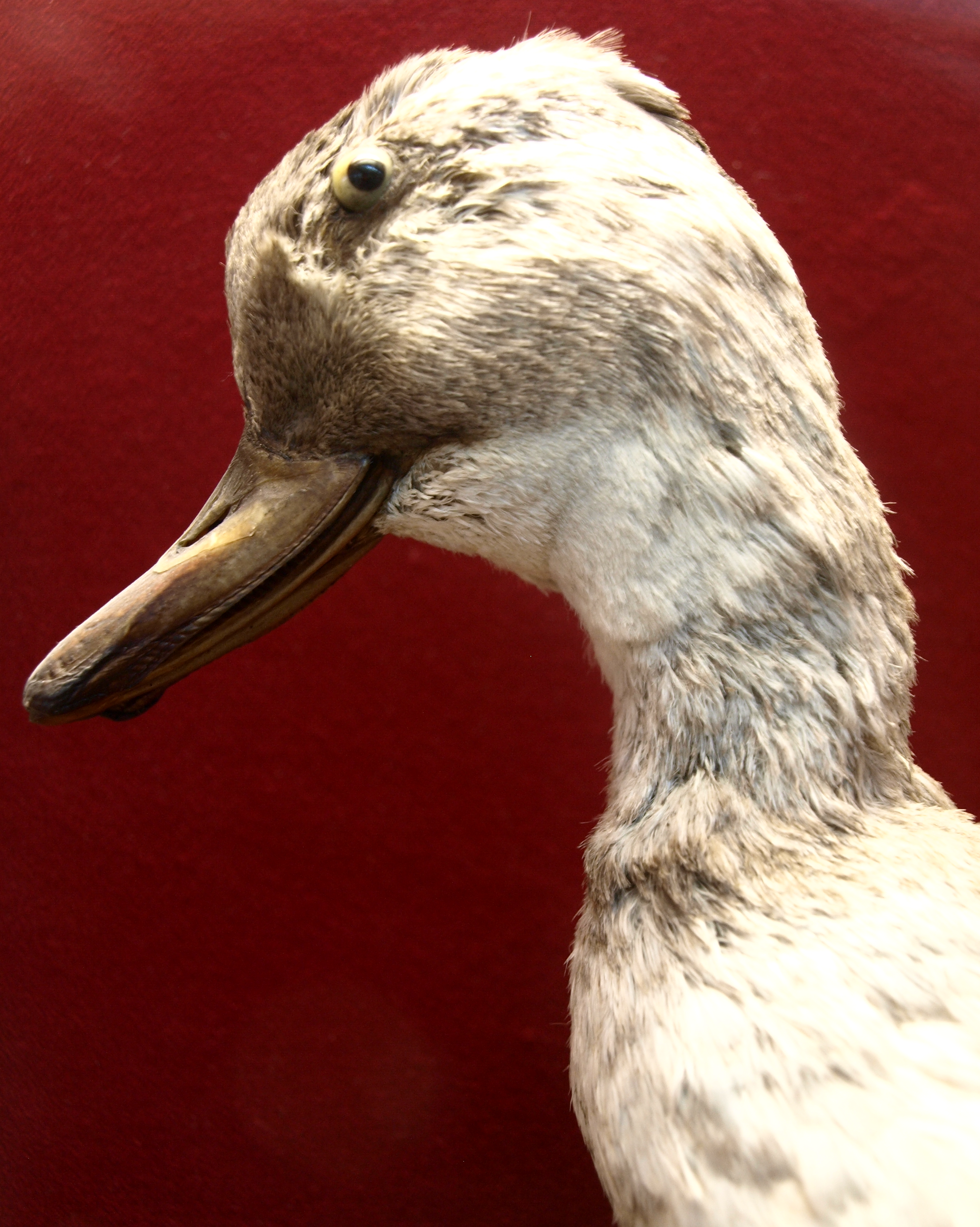
Зібрання музею Редпат– Camptorhynchus labradorius
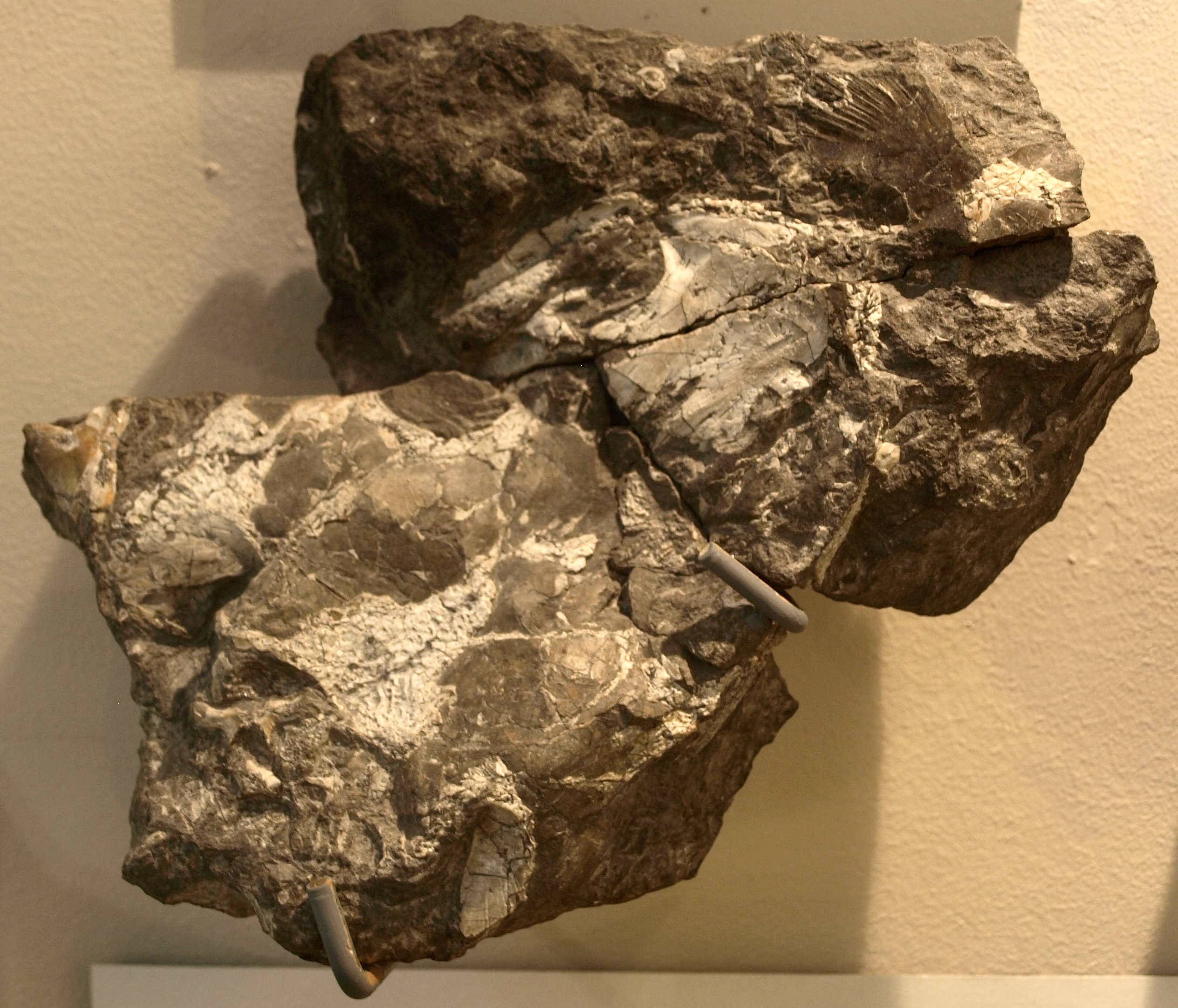
Зібрання музею Редпат– Dendrerpeton
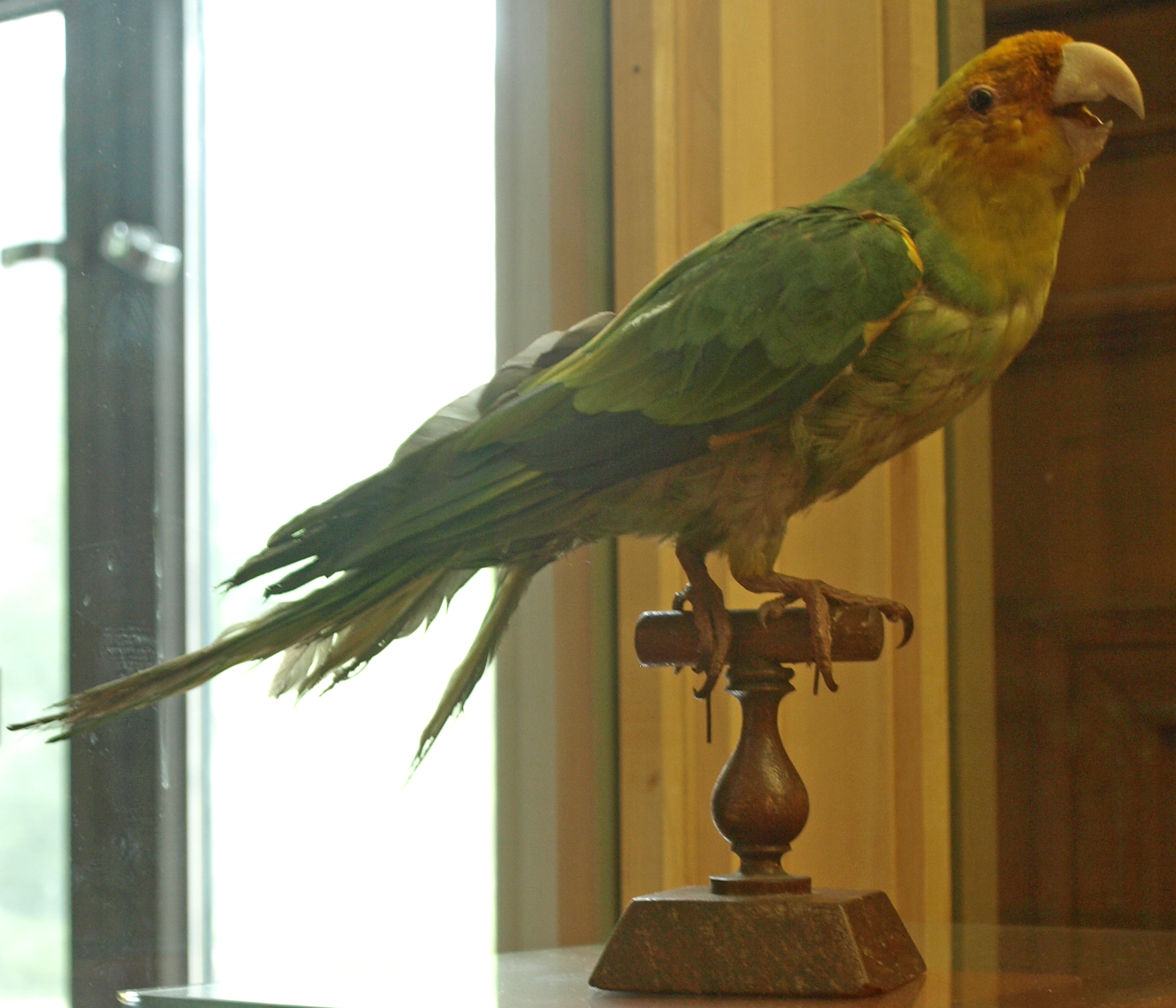
Зібрання музею Редпат– Conuropsis carolinensis